# Joachim Kaintzik
Joachim Kaintzik, también como Kaintzig (13 de diciembre de 1905 - 6 de mayo de 1961) fue un funcionario alemán de la policía criminal y la Gestapo durante el nazismo, que durante la II Guerra Mundial fue un alto responsable de la Geheime Feldpolizei (GFD) y como tal responsable de crímenes de guerra. En la República Federal Alemana trabajó para la Oficina Federal de Investigación Criminal. 

## Biografía
Tras el examen de madurez, Kaintzik comenzó su estudio de Medicina, que interrumpió en 1931. Posteriormente comenzó a trabajar para la policía criminal de Aquisgrán y terminó en 1933 su formación de comisario. De Aquisgrán pasó a Fráncfort del Meno. En 1937 se trasladó a trabajar para la policía secreta Gestapo en Berlín, donde trabajó en la Reichszentrale zur Bekämpfung der Homosexualität und der Abtreibung (en español, Central del Reich para la lucha contra la homosexualidad y el aborto), en la sección dedicada a la lucha contra la homosexualidad. Tras la fundación del Reichssicherheitshauptamt (RSHA; «Oficina Central de Seguridad del Reich») y la incorporación de la Reichszentrale en el Reichskriminalpolizeiamt (RKPA; «Oficina de la policía criminal del Reich»), en 1940 fue nombrado Kriminalrat (jefe de división, similar a un Comisario General). Era miembro del partido nazi.
Durante la II Guerra Mundial perteneció a la Geheime Feldpolizei (GFP), la policía secreta de campo. Inicialmente estuvo en el grupo 603 de la GFP y, a partir del 1 de mayo de 1942, en la GFP Ost, pasando por, entre otros lugares, Lodz y Smolensko. A partir de marzo de 1943 fue jefe del GFP para el Grupo de Ejércitos Sur y, junto con Bernhard Niggemeyer, uno de los cuatro dirigentes más importantes del GFP en el territorio ocupado de la Unión Soviética. Kaintzik fue condecorado con el Kriegsverdienstkreuz de I y II clase. Como comandante de la «Gestapo del ejército» fue responsable de crímenes de guerra en los territorios ocupados de la Unión Soviética.
Tras finalizar la Guerra, en 1953/54 pasó a trabajar en el Bundeskriminalamt (BKA), la Oficina Federal de Investigación Criminal, inicialmente el la sección dedicada a proteger las autoridades federales y los órganos de soberanía. Promovido a Regierungskriminalrat, a partir de 1954 dirigió en el departamento de información la sección de crimen capital y robo. La fiscalía no realizó ningún tipo de investigación o acusación contra Kaintzik —que falleció relativamente joven— por sus crímenes de guerra o por la persecución de los homosexuales.